# 고케나와역
고케나와역(일본어: 苔縄駅)은 일본 효고현 아코군 가미고리정에 위치한 지즈 급행 지즈 선의 철도역이다. 단선 승강장 1면 1선의 구조를 갖춘 고가역이다.

## 역 주변
- 지쿠사 강
- 아카마쓰 공민관

## 역사
- 1994년 12월 3일 : 지즈 급행 지즈 선 개업과 동시에 설치.
- 2009년
  - 8월 10일 : 태풍 9호의 영향에 의한 폭우 피해로 인해, 일시적인 열차 발착이 없어짐.
  - 8월 29일 : 지즈 선 보통 열차 운행 개시.

## 인접 역
| 지즈 급행 ■ 지즈 선    | 지즈 급행 ■ 지즈 선 | 지즈 급행 ■ 지즈 선    |
| ---------------------- | ------------------- | ---------------------- |
| 가미고리 가미고리 방면 | ■ 지즈 선           | 고노하라엔신 지즈 방면 |